# Бурмака, Мария Викторовна
Мари́я Ви́кторовна Бурма́ка (укр. Марія Вікторівна Бурмака; род. 16 июня 1970, Харьков, Украинская ССР, СССР) — украинская певица. Народная артистка Украины (2009), кандидат филологических наук.

## Биография
Родилась в семье преподавателей. Окончила музыкальную школу по классу гитары. В 1987 году поступила на филологический факультет Харьковского университета. Ещё в студенческие годы начала писать песни. Мария Бурмака приходится двоюродной сестрой Юрию Павленко.
Победа на фестивале «Оберег» в Луцке в 1989 году и на «Червоной руте» (вторая премия) дала начало её музыкальной карьере. Фирма «Кобза» выпустила кассету её песен под названием «Ой, не цвети, весна …». Осенью 1991 года М. Бурмака записала на канадской фирме «Хорал» свой первый компакт-диск «Мария» с композициями в стиле нью эйдж. В этом году певица переехала в Киев. Начала плодотворно сотрудничать с композитором и аранжировщиком Николаем Павловым. В 1993 году М. Бурмака победила в хит-параде «12 мінус 2» на радио «Промінь» (песни «Лишається надія», «Єдиного слова заради», «Ходить сон» і «Я люблю твої кроки»). Осенью 1994 года певица презентовала свой второй компакт — «Лишається надія».
В течение 1990-х годов М. Бурмака работала телеведущей на канале «СТБ» («КіН», «Рейтинг», «Хто там», «Чайник») и УТ-1 («Створи себе»).
В 1991 году удостоена премии Василия Стуса.
В 1997 году М. Бурмака получила звание Заслуженной артистки Украины. В течение следующих лет записала альбомы: «Знову люблю» (1997), «Із янголом на плечі» (2001), «МІА» (2002), ремикс-версия «I AM» (2003), «№ 9» (2004), «Ми йдемо! Найкраще» (2004).
Песни М. Бурмаки приобрели популярность и за рубежом. Хиты «Хто я така є» и «Сонцем небом дощем» звучали в польских радиостанциях. Однако, попытка издать сборник песен на польском языке так и не была реализована.
Декабрь 2004 года — выход компакт-диска «Ми йдемо», сборник избранных песен из 10 альбомов.
В течение 2005 года Мария Бурмака записала несколько англоязычных версий своих песен и сняла новые клипы, дала благотворительные концерты в Северной Америке. Была приглашена с лекцией к профессорскому клуба Колумбийского Университета (Нью-Йорк). Певица выступила на крупнейшем украинском фестивале в США «Верховина» и фестивале «Лемковская ватра» в Польше. Приняла активное участие в социальной акции «Не продавайся», благотворительных акциях «ВИЧ / СПИД Альянс» и «Сети людей, живущих с ВИЧ» (2006).
В 2007 году Марию Бурмака награждён Орденом княгини Ольги III степени. Она издала коллекцию MP3 на двух дисках «Все альбомы Марии Бурмаки», а в 2008 году — CD «Саундтреки». В альбом вошли песни «Прости», «Не потому», «Попрощаться не сумели», «С Днем Рождения, Солнце!».
2008 года была членом жюри литературной премии «Книга року Бі-Бі-Сі».
В 2009 году Мария Бурмака удостоена почётного звания «Народная артистка Украины».
2010 года — запись совместного альбома «Don’t laugh at me / Не смейся надо мной» в рамках кампании Operation Respect совместно с Питером Ярроу («Peter, Paul and Mary»). А в 2011 году совместное выступление на фестивале Союзовка (Soyuzivka).
С мая 2011 — Мария Бурмака ведущая авторской рубрики «Музыка Завтрака» на канале «1+1». А с сентября 2011 — ведущая проекта «Музыка для взрослых с Марией Бурмакой» на канале ТВi.
Была замужем за Дмитрием Небесийчуком (1963—2022). Дочь Ярина (1995). Виталий Пастух — менеджер и продюсер певицы.